# Mari Takano
Mari Takano (たかの 舞俐, Tòquio, Japó) és una compositora, pianista i professora japonesa. La seva obra i estil, amb una clara veu pròpia, han convertit Takano en una de les compositores japoneses més reconegudes i destacades de la generació posterior a Toru Takemitsu.

## Biografia
Mari Takano va néixer a Tòquio el 10 de febrer de 1960. Amb tres anys començà a rebre classes de piano de la seva mare, de cap manera inhabitual al Japó, i va compondre la seva primera obra amb només cinc anys. Uns anys més tard va aprendre a tocar, a part del piano, l'arpa, i rebé formació sobre harmonia i teoria musical.
Mari Takano va estudiar un programa de quatre anys de durada (1979 - 1983) de composició i piano a l'Escola de Música Toho Gakuen, amb Mutsuo Shishido, Yoriaki Matsudaira i Jo Kondo. Després de graduar-se ("Gakushi" 学士, equivalent a BA), Mari Takano marxà a Alemanya a cursar un postgrau amb Brian Ferneyhough a la Universitat Estatal de Música de Friburg fins al 1986. El mateix 1986 Takano realitzà classes particulars de composició amb Morton Feldman. El 1989, va acabar els estudis a Friburg i es va matricular al Hochschule für Musik und Theater (Universitat de Música i Teatre d'Hamburg) on aprengué de György Ligeti. Hi fou fins al 1994. Gràcies a la influència alliberadora de Ligeti, Takano va trobar el seu propi estil i una veu pròpia i diferenciable.
Juntament amb altres estudiants i companys de Ligeti (Manfred Stahnke, Hans Peter Reutter, Sid Corbett i Hubertus Dreyer) va fundar un conjunt instrumental de música contemporània anomenat Ensemble Hamburg Consort (més tard Chaosma), del qual va ser compositora i també intèrpret (tant de piano com de teclat).
Mari Takano va tornar a Tòquio el 1994, ciutat on porta vivint i treballant com a compositora autònoma des d'aleshores. Entre 1995 i 1997 va impartir classes de teoria musical, composició i percepció auditiva al Conservatori Shobi de Tokio, des de 1997 al Toho College of Music (Junior College) i des de 2004 al Joshibi Daigaku. Takano també ha dirigit i participat en multitud de cursos als Estats Units. El 2009 va impartir una masterclass a la Universitat de Nova York, convidada per la compositora i professora nord-americana Julia Wolfe. Actualment Takano és conferenciant associada al Toho Junior College of Music, a la Universitat de Bunkyo.
Cal notar que, des dels anys 80, Mari Takano ha sigut guardonada amb nombrosos premis. Motivada per Ligeti va superar les seves influències avantguardistes i va desenvolupar el seu propi estil. L'any 2002, la prestigiosa discogràfica BIS publicà un disc dedicat a les seves obres (Women's Paradise, BIS 1238) que rebé fama internacional i fou difós en ràdios arreu del món. El mateix any va ser becada pel ministeri japonès d'educació com a compositora convidada de la Northwestern University als Estats Units. La compositora japonesa ha rebut nombrosos encàrrecs de diferents intèrprets, així com d'importants institucions arreu del món, des de la Ciutat d'Hamburg fins a l'ambaixada americana. El seu segon disc d'obres originals, LigAlien (BIS 1453), fou publicat el 2011 i seleccionat com un dels millors discs de l'any a la revista musical Fanfare.

## Obres
Mari Takano ha compost una gran quantitat d'obres per a diverses formacions diferents: per a solistes, per a duets, formació de cambra, veu, veu i ensemble, òpera, coral, orquestra i teatre musical. Una de les seves obres més destacades és LigAlien, enregistrada en un disc que porta el mateix nom.
Els quatre duos i trios que comparteixen el títol de LigAlien són, de diverses maneres, el resultat d'una idea que se li va ocórrer a Takano el 2002; com seria implantar l'ADN ‘alien’ (és a dir, el seu) en una de les obres de Ligeti. Explicant el procés a les seves pròpies notes de línia, Takano va començar a LigAlien I amb elements del segon moviment de Horn Trio de Ligeti, deixant-los evolucionar en tot mena de direccions. En el transcurs de l'obra, les interrupcions es tornen més agosarades i destacades, fins que no queda res de la idea de Ligeti. En lloc d'això, ha entrat en vida un ésser aliè, un ésser al qual sembla agradar bastant el jazz.
- 2003: LigAlien I. Encarregat per Masahito Sugihara. 9'
- 2003: LigAlien II. Encarregat per Hitomi Nakamura. 14'
- 2007-2008: LigALien IV. 12'
- 2009-2010 LigALien X. 10'

### Obres Premiades
- 1982: Duende. Publicitat per Ongakugeijutsu. (El 3r Premi Irino)
- 1985 Liebeslieder (Love songs). 12' (Ancona International composition competition, 1986. Italia)
- 1984 Kokai. 14' (Foerderpreis der Landeshauptstadt Stuttgart)